# Regionplanering i Sverige
Regionplanering i Sverige introducerades i lagstiftningen med 1947 års byggnadslag, men informella regionplaner hade redan tidigare utarbetats i Stockholm på 1930-talet och i Göteborg på 1940-talet. Under 1950- och 1960-talen bedrevs regionplanering på många håll i Sverige, men genom kommunreformen 1971 bortföll i många fall behovet av regionplanering, eftersom de nya storkommunerna oftast täckte hela den funktionella regionens yta. Endast i storstadsregionerna fortsatte i olika former regionplanering att bedrivas. Genom regionförstoringen har sedan 1990-talet behovet av regional utvecklingsplanering åter kommit i fokus i stora delar av landet.
Regionplanering grundar sig i Sverige på de regler om regionplaneorgan och regionplaner som anges i Plan- och bygglagen (PBL). Vid sidan om den lagreglerade fysiska planeringen tillkommer den regionala utvecklingsplaneringen i stor utsträckning vid sidan av de fasta regelsystemen, inte minst efter EU-inträdet. Den regionala planeringen befinner sig i stark utveckling men även de regler som finns för den fysiska planeringen är i förändring.[när?][källa behövs]
Det svenska plansystemet baseras på att förändringar i användningen av mark och vatten ska föregås av planering. Plansystemet är i Sverige hierarkiskt, men inte på ett sådant sätt att den översiktliga planeringen är styrande för detaljplaneringen, utan endast vägledande. I det svenska plansystemet har kommunerna en internationellt sett unikt stark ställning. Kommunerna har så kallat planmonopol och plansystemet är i huvudsak utformat för primärkommunerna. Regelsystemet för den fysiska planeringen i Sverige har i stort legat fast sedan äldre Plan- och bygglagen infördes 1987. 
Enligt Plan- och bygglagen ska alla kommuner ha en aktuell översiktsplan som omfattar hela kommunens yta. Kravet på att den ska hållas aktuell innebär att kommunfullmäktige under varje mandatperiod måste ta ställning till aktualiteten. De kommunala översiktsplanerna ska bland annat visa grunddragen i markanvändningen och hänsyn ska tas till förhållanden i angränsande kommuner.
Sedan äldre Plan- och bygglagen infördes har endast fyra regionplaner antagits i landet, alla i Stockholmsregionen – Regionplan 1991 , RUFS 2001, RUFS 2010 och RUFS 2050. 
Innehållet i en regionplan är till skillnad mot en översiktsplan inte lagreglerat, utan det är regionplaneorganet självt som bestämmer vilka frågor och vilket område som ska behandlas. Planen kan, i den mån det har betydelse för regionen, ange grunddragen för användningen av mark- och vattenområden samt riktlinjer för lokalisering av bebyggelse och anläggningar. En regionplan kan till exempel endast behandla vissa frågor och endast en viss del av regionplaneområdet. Tendensen är att mer och mer inkludera frågor som tidigare inte behandlats, men som många funnit väl så angelägna att få med. Det gäller frågor som traditionellt inte omfattats av den fysiska planeringen men ingår i det som kallas regional utveckling, till exempel ekonomisk och social utveckling.
En regionplan ska sedan den vunnit laga kraft tjäna till ledning för beslut om översiktsplaner, detaljplaner och områdesbestämmelser. Kommunerna är dock inte tvungna att följa planen om de inte finner att det ligger i linje med de egna intressena att göra detta. När en regionplan finns kan länsstyrelsen använda den som underlag i kontakterna med kommunerna. Om en kommun vill detaljplanera för något i strid med regionala intressen kan regionplaneorganet begära att länsstyrelsen prövar planen om så inte annars skulle ske.
I och med 2010 års Plan- och Bygglag förlängdes en regionplans giltighetstid efter antagande från sex- till åtta år.

## Former för regionplanearbetet
Om frågor som gäller användningen av mark- och vattenområden som angår flera kommuner behöver utredas gemensamt eller om flera kommuners översiktliga planering behöver samordnas, får regeringen enligt PBL 7 kapitlet utse ett regionplaneorgan, som ska ha hand om denna verksamhet. Ett regionplaneorgan får dock inte utses om berörda kommuner mera allmänt motsätter sig detta. Göteborgsregionens kommunalförbund är det enda regionplaneorgan som hittills (2009) har tillkommit enligt grundregeln. För Stockholms län finns en speciallagstiftning som anger att det är Stockholms läns landsting som är regionplaneorgan. Före Region Skånes tillkomst fanns Sydvästra Skånes Kommunalförbund med regionala samordningsuppgifter men inte heller SSK blev formellt ett regionplaneorgan enligt PBL. 
Vid sidan om den fysiska planeringen finns också behov av planering för regional utveckling. Länsstyrelserna har sedan länge haft ansvaret för detta. I många län har dock utvecklingsfrågorna på senare tid förts över på ett regionalt självstyrelseorgan. Regionplaneorganet ska inte uttryckligen samverka med kommunerna men bevaka regionala frågor och lämna underlag i sådana frågor för kommunernas och statliga myndigheters planering. 
Regional planering sker också utanför den mer formella och lagstadgade regionplaneringen i form av olika samarbeten mellan kommuner. Detta samarbete är reglerat i PBL och kallas där mellankommunala frågor.

## Regional utvecklingspolitik
Vi sidan av samhällsplanering i form av regionplanering så har länsstyrelserna sedan länge haft ansvar för regionala utvecklingsfrågor. Det tidigare länsplaneringssystemet utvecklades under 1980-talet med olika temaprogram inom skilda politikområden. Under 1990-talet har utvecklingen av den tidigare regionalpolitiken, som syftade till en utjämning mellan olika regioner, ändrats mer i riktning mot att varje region utvecklas efter sina egna förutsättningar.
För att stärka den lokala och regionala konkurrenskraften lanserade regeringen 1998 en ny arbetsform i den regionala utvecklingspolitiken – regionala tillväxtavtal (RTA). Tillväxtavtalen genomfördes under perioden 2000–2003 och alla län i landet deltog i arbetet. År 2001 infördes en ny regional utvecklingspolitik för att ge förutsättningar för tillväxt och livskraft i alla delar av landet. Regionala tillväxtprogram (RTP), baserade på en utveckling av nuvarande tillväxtavtal, utgjorde grunden för arbetet. Den nya programperioden avsåg 2004–2007 och processen samordnades med processen för infrastrukturinvesteringar. RTP skulle liksom RTA tas fram av ett regionalt partnerskap och godkännas av regeringen. Länsstyrelsen hade liksom tidigare det övergripande ansvaret för att samordna och driva arbetet. 
Från 2003 blev det dock möjligt att bilda ett kommunalt samverkansorgan i ett län, med ansvar för arbetet med länets utveckling. Ett flertal sådana organ har bildats och övertagit ansvaret för den regionala utvecklingsplaneringen. Regeringen beslutade om en förordning om regionalt utvecklingsarbete i september 2003, som anger att länsstyrelsen ska utarbeta ett regionalt utvecklingsprogram (RUP), en fortsättning på RTP. Till skillnad mot den fysiska planeringens stränga lagreglering och demokratiska förankring bedrivs det regionala utvecklingsarbetet i stor utsträckning oreglerat av lagar och i en nätverksform.

## Regionplanering och miljöbalken
Miljöbalken infördes år 1998. Den ersatte då flera andra lagar, till exempel Naturresurslagen (NRL), Miljöskyddslagen och Naturvårdslagen (NVL) och samlade de svenska miljölagarna under en gemensam hatt. Vissa regler i Miljöbalken är av särskild betydelse för regionplaneringen. I 3 kap. Miljöbalken anges de grundläggande hushållningsbestämmelserna. Områden av riksintresse enligt 3 kap. ska skyddas mot åtgärder som påtagligt kan motverka dessa intressen. I 4 kap. anges särskilda hushållningsbestämmelser för vissa större områden. Bestämmelserna rör bland annat förbud mot ytterligare fritidsbebyggelse. Områden ska även skyddas mot åtgärder som kan skada natur- och kulturvärdena. En regionplan ska enligt PBL beakta riksintressena men behöver inte – till skillnad mot en översiktsplan – redovisa hur dessa avses bli tillgodosedda. 
Länsstyrelsen har ansvar för att bevaka om riksintressena är tillgodosedda. Om riksintressena inte är tillgodosedda ska det framgå av länsstyrelsens granskningsyttrande när regionplanen ställs ut. Regeringen kan som nämnts pröva landstingets beslut att anta eller ändra regionplan och kan helt eller delvis upphäva beslutet om riksintressen inte har tillgodosetts på ett godtagbart sätt. Detta är den enda grunden för statligt ingripande mot en regionplan. Möjligheten för regeringen att kunna pröva regionplanen med avseende på riksintressen grundar sig på att eventuella konflikter mellan riksintressen och regionala intressen ska kunna lösas innan regionplanen läggs till grund för fortsatt översiktsplanering i kommunerna. 
Ett nytt inslag i den lagstiftning som reglerar planeringen är miljökvalitetsnormer (MKN) som införts i Miljöbalkens 5 kapitel. Miljökvalitetsnormer anger absoluta gränser som inte får överskridas. Enligt Miljöbalken ska miljökvalitetsnormer iakttas vid planering. Av en översiktsplan ska enligt Plan- och bygglagen framgå hur kommunen avser att iaktta gällande miljökvalitetsnormer. Motsvarande gäller dock ej regionplan. 

## ESDP och regional utvecklingsplanering
Det finns ingen skarp gräns mellan regionplanering enligt PBL och regional utvecklingsplanering. Detta ligger också helt i linje med det begrepp som inom EU kommit att kallas ESDP – European Spatial Development Perspective. Sedan 1989 har inom EU pågått ett samarbete inom området spatial development eller rumslig utveckling, som skulle kunna vara den svenska översättningen. En gemensam ESDP-rapport antogs av EU:s ministrar för regional utveckling och fysisk planering samt EU:s kommissionär för regional policy i maj 1999 i Potsdam. Målet för den rumsliga utvecklingen är att sträva efter en balanserad och hållbar utveckling av EU:s territorium. Tre mål bör uppnås i EU:s alla regioner: ekonomisk och social kohesion (sammanhållning), skydd och skötsel av natur och kulturarv samt mer balanserad konkurrenskraft inom det europeiska territoriet. ESDP-dokumentet är tänkt som en ram för sektorspolitik med rumsliga konsekvenser på nationell och europeisk nivå samt för regionala och lokala myndigheter. ESDP är inte bindande utan kan beaktas i den utsträckning medlemsstaterna och regionerna vill och är väl snarast ett uttryck för det nuvarande synsättet i Västeuropa.